# Banff (circonscription du Parlement d'Écosse)
Pour les articles homonymes, voir Banff (homonymie).
Banff dans l'Aberdeenshire était une circonscription de Burgh qui a élu un Commissaire au Parlement d'Écosse et à la Convention des États.
Après les Actes d'Union de 1707, Banff, Cullen, Elgin, Inverurie et Kintore ont formé le district de Elgin, envoyant un membre à la Chambre des communes de Grande-Bretagne.

## Liste des commissaires de burgh
- 1543: Walter Ogilvy[1]
- 1587: Thomas Ogilvy[1]
- 1621: Alexander Craig[2]
- 1628–33: Andrew Baird[3]
- convention 1630 : non représenté
- 1639–41: Andrew Baird (jusqu'en 1641)[3]; puis Alexander Douglas (en 1641)[4]
- 1643–44 convention: Alexander Douglas[4]
- 1644–47: Alexander Douglas (jusqu'en 1645)[4]; Gilbert Moir (à partir de 1646)[5]
- 1648: Gilbert Moir[5]
- 1649–41: Alexander Douglas[4]
- 1661–63: Patrick Stewart, town clerk [6]
- 1665 convention: Robert Hamilton[7]
- 1667 convention: Walter Sheroun[8]
- 1669–74: William Cumming (jusqu'en 1672)[9]
- 1678 convention: Thomas Ogilvy[1]
- 1681–82: William Fyfe[10]
- 1685–86: Walter Steuart[11]
- 1689 convention: Walter Steuart, provost[11]
- 1689–1701: Walter Steuart (jusqu'à sa mort en 1701)[11];
- 1702, 1703–07: Sir Alexander Ogilvy[12]